# Kukenberk
Kukenberk – wieś w Słowenii, w gminie Trebnje. W 2018 roku liczyła 39 mieszkańców.